# Pomorzany (gmina)
Pomorzany – dawna gmina wiejska w powiecie zborowskim województwa tarnopolskiego II Rzeczypospolitej. Siedzibą gminy było miasto Pomorzany, które stanowiło odrębną gminę miejską (podczas okupacji 1941–44 pozbawione praw miejskich i włączone do gminy).
Gminę utworzono 1 sierpnia 1934 r. w ramach reformy na podstawie ustawy scaleniowej z dotychczasowych gmin wiejskich: Bohutyn, Bubszczany, Hodów, Kalne, Machnowce, Rozhadów, Torhów i Żabin.
Pod okupacją do gminy dołączono pozbawione praw miejskich Pomorzany.
Po II wojnie światowej obszar gminy znalazł się w ZSRR.